# Zurno
Zurno (ukr. Зірне, Zirne) – wieś na Ukrainie, w obwodzie rówieńskim, w rejonie rówieńskim, w hromadzie Bereźne. W 2022 liczyła 2546 mieszkańców.
W okresie międzywojennym folwark, znajdował się w granicach II RP, wchodząc w skład gminy Bereźne w powiecie kostopolskim, w województwie wołyńskim.

## Urodzeni
- Zbigniew Twerd - funkcjonariusz SB.